# Самопринадлежность
Самопринадле́жность (или индивидуа́льный суверените́т, суверените́т ли́чности, суверените́т человека) — это концепция права собственности, выраженная в моральном или естественном праве человека иметь телесную неприкосновенность и быть единственным, кто распоряжается своим телом и жизнью.  
Самопринадлежность является центральным постулатом в нескольких политических философиях, которые подчеркивают индивидуализм, таких как либерализм, анархизм и либертарианство.

## Вопросы определения
По словам Г. Коэна, концепция права собственности на самого себя состоит в том, что «каждый человек пользуется полным и исключительным правом контроля и использования себя и своих возможностей и, следовательно, не обязан предоставлять никаких услуг или продуктов кому-либо другому, если он не договаривался их предоставлять». Писатели Уильям Риз-Могг и Джеймс Дейл Дэвидсон описывают людей, обладающих разумом, способных к собственности на самого себя, как суверенных личностей, у которых есть наивысшая власть и суверенитет над собственным выбором, которые не находятся под влиянием управляющих сил и при этом не нарушают прав других. Такая оговорка является ключевой для классического либерализма, индивидуалистических политических философий, таких как аболиционизм, этический эгоизм, правовое либертарианство, объективизм и индивидуальный анархизм. Суверенно мыслящие личности, в таком случае, предпочитают окружение, состоящее из децентрализованных хозяйствующих организаций, предоставляющих услуги индивиду.

### Границы самопринадлежности
Проблема с определением границ самого себя проявляется в спорах, связанных с правом на аборт, — когда зародыш рассматривается или как обладающий собственностью на себя, или как находящуюся в собственности часть материнского тела. Следовательно, право женщины на владение своим телом можно рассматривать как противоположное тому, что можно считать «правом зародыша на жизнь». Это противопоставление становится ещё более отчётливым в тех случаях, когда женщина вынуждена подвергать себя хирургической операции, чтобы родить здорового ребёнка. Аргумент о том, что концепция собственности на самого себя защищает гражданские права, но не предполагает прав над другими, используется обеими сторонами в этих спорах.
Помимо споров о праве на аборт, проблема возникает в спорах о правомерности запрета «преступлений без жертвы» о праве на эвтаназию, самоубийство и употребление наркотиков. Несмотря на то, что некоторые из этих действий могут рассматриваться как саморазрушающие, они не могут быть исключены из устоявшегося понимания владения собой. Кроме того, многие считают, что право собственности включает и право на уничтожение: созданное человеком может быть им же и разрушено. При этом в некоторых культурах самоубийство не только уважается как индивидуальное право, но и считается поступком чести. 
Дискуссии о границах себя в применении к праву собственности и ответственности исследовал учёный-юрист Мейр Дэн-Коэн в работах «Ценность собственности и ответственность» (англ. The Value of Ownership and Responsibility) и «Границы себя» (англ. Boundaries of the Self). Основной упор в этих работах сделан на освещении феноменологии собственности и на бытовом использовании личных местоимений по отношению к телу и собственности; это служит популярной основой для юридических концепций и споров об ответственности и собственности.
Определение границ самого себя также может быть сложным, если согласиться с предположением, что «я» включает объекты вне человеческого тела, как это предлагается Энди Кларком в эссе «Прирождённые киборги» (англ. Natural Born Cyborgs).
Классический либеральный взгляд на владение собой предполагает, что деньги чужеродны, поскольку они отделены от тела (даются, берутся, зарабатываются, выплачиваются), в отличие от труда, который может быть осуществлён лишь путём использования неотделимого тела. С другой стороны, некоторые антикапиталисты считают, что поскольку деньги — продукт неотчуждаемого труда, то их тоже нужно рассматривать не как чужеродные, вне зависимости от каких-либо добровольных договорных соглашений, признанных работником. Это ведёт к разногласию относительно того, как далеко владение собой, если его признать, будет распространяться. Отсюда берут начало идеи «наёмного рабства» или «долгового рабства», которые не имеют значения в одном подходе, но нарушают принцип собственности на самого себя в другом подходе.
Третий подход предполагает чужеродность труда, поскольку он производится по внешним соглашениям, таким образом, отчуждаясь от себя. В этом случае свобода личности добровольно продать себя в рабство не нарушает принцип собственности на самого себя.

### Частная собственность
Суверенно мыслящие личности обычно отстаивают точку зрения, согласно которой право частной собственности является внешним по отношению к телу, доказывая это тем, что если люди владеют собой, то они владеют и своими поступками, включая те, что создают или улучшают ресурсы. Таким образом, они владеют своим трудом и его результатами.

### Суверенитет личности и рынки труда
Иэн Шапиро считает, что существование рынков труда подтверждает право собственности на себя, поскольку, если бы это право не было бы признано, то людям не было бы позволено продавать использование их продуктивных способностей другим. Он говорит, что индивид продаёт использование его производительной способности на ограниченное время и на определённых условиях, но продолжает владеть тем, что зарабатывает от продажи использования этой способности и самой способности, таким образом, сохраняя суверенитет над собой и одновременно делая вклад в эффективность экономики.

## История
Джон Локк в «Двух трактатах о правлении» писал, что «у каждого человека есть право собственности на свою личность». Локк также говорил, что человек «имеет право решать, кем ему стать и чем заниматься, а также право пожинать плоды своих усилий». Американский анархо-индивидуалист Джозия Уоррен был первым, кто написал о «суверенитете личности».

## Примеры
Тринадцатую поправку к Конституции США иногда рассматривают как реализацию концепции собственности на самого себя, так же рассматривают и некоторые положения Билля о правах.
Право собственности на самого себя можно рассматривать как философию децентрализации, реализуемой снизу вверх, в то время как тоталитаризм является осуществляемой сверху вниз централизованной системой. Генри Дэвид Торо считал право собственности на себя важнейшей составляющей достижения утопии, а либертарный политический философ Роберт Нозик основывал свою теорию владения собственностью на исходном условии владения собой.

## Аргументы за суверенитет личности
Экономист австрийской школы Ганс-Герман Хоппе утверждал, что суверенитет личности — это аксиома. Он доказывал, что человек, спорящий с принципом собственности на самого себя, входит в противоречие с собственными действиями. Вступая в спор, этот человек допускает «перформативное противоречие», поскольку, выбрав метод убеждения вместо силового навязывания другим мнения о том, что они не имеют суверенитета над собой, он неявно предполагает, что те, кого он пытается убедить, имеют право не согласиться. А поскольку у них есть право не согласиться, значит, у них есть законная власть над собой. Однако было замечено, что выбор убеждения вместо насилия не обязательно подразумевает предположение наличия права не согласиться, а может быть рациональным экономическим выбором, поскольку применение силы может иметь неудачные последствия для самого говорящего.
Человек доказывает, что владение собой является нежелательным состоянием, и сейчас ему лишь законом разрешено противиться статусу-кво, позволяющему владение собой. Более того, спорящий с концепцией владения собой не обязательно отрицает её полностью. Вопрос суверенитета не всегда стоит ребром: например, человек может иметь суверенное право на то, чтобы иметь своё мнение, но не на то, чтобы выполнять любые действия. К примеру, человек, считающий, что потребление наркотиков всегда должно быть вне закона, является противником абсолютного суверенитета личности, но не обязательно является сторонником полной подчинённости.
В «Этике свободы» Мюррей Ротбард утверждает, что только полное право собственности на самого себя является единственным принципом, совместимым с моральным кодексом, применимым к каждому человеку, — «универсальной этикой» — и что это естественный закон для человека — быть тем, что для него лучше всего. Он говорит, что если нет полного владения собой у каждого человека, то из этого следуют только две альтернативы: «(1) „коммунистическая“, в виде всеобщей и равной собственности над другими либо (2) частичная собственность одной группы по отношению к другой — система правления одного класса по отношению к другому». По его мнению, вторая альтернатива не может быть универсальной этикой, а только частной, поскольку предполагает, что у одного класса есть право владения собой, а у другого нет. Это, таким образом, несовместимо с искомым — моральным кодексом, применимым к каждому человеку — вместо кодекса, применимого к одним, но не к другим, словно одни индивиды являются людьми, а другие нет. В случае же первой альтернативы каждый индивид владеет равными частями каждого другого индивида, так что никто не владеет собой. Ротбард признаёт, что это универсальная этика, но возражает, что это «утопично и невозможно, чтобы каждый постоянно вёл счёт за всеми остальными, отслеживая свою равную долю в частичной собственности над каждым другим человеком». Он говорит, что эта система развалится, образовав правящий класс, специализирующийся на отслеживании индивидов. А поскольку это даст правящему классу права собственности над его представителями, то получится вновь несовместимость с универсальной этикой. Даже если бы коллективистская утопия, в которой все имеют равные права на всех, смогла бы выжить, то всё равно, по его мнению, индивиды не могли бы делать что-либо без предварительного одобрения всех в обществе. А поскольку в большом обществе это невозможно, то никто ничего не мог бы делать и человеческая раса бы вымерла. Таким образом, коллективистская альтернатива универсальной этике, в которой каждый индивид владеет равной частью каждого другого индивида, нарушает естественный «закон того, что является наилучшим для человека и его жизни на Земле». Он говорит, что, если человек применяет право собственности на другого человека, то он, скорее, проявляет по отношению к нему агрессию, чем позволяет ему делать, что хочет, а это «оскорбляет его природу».